# Émile Michel

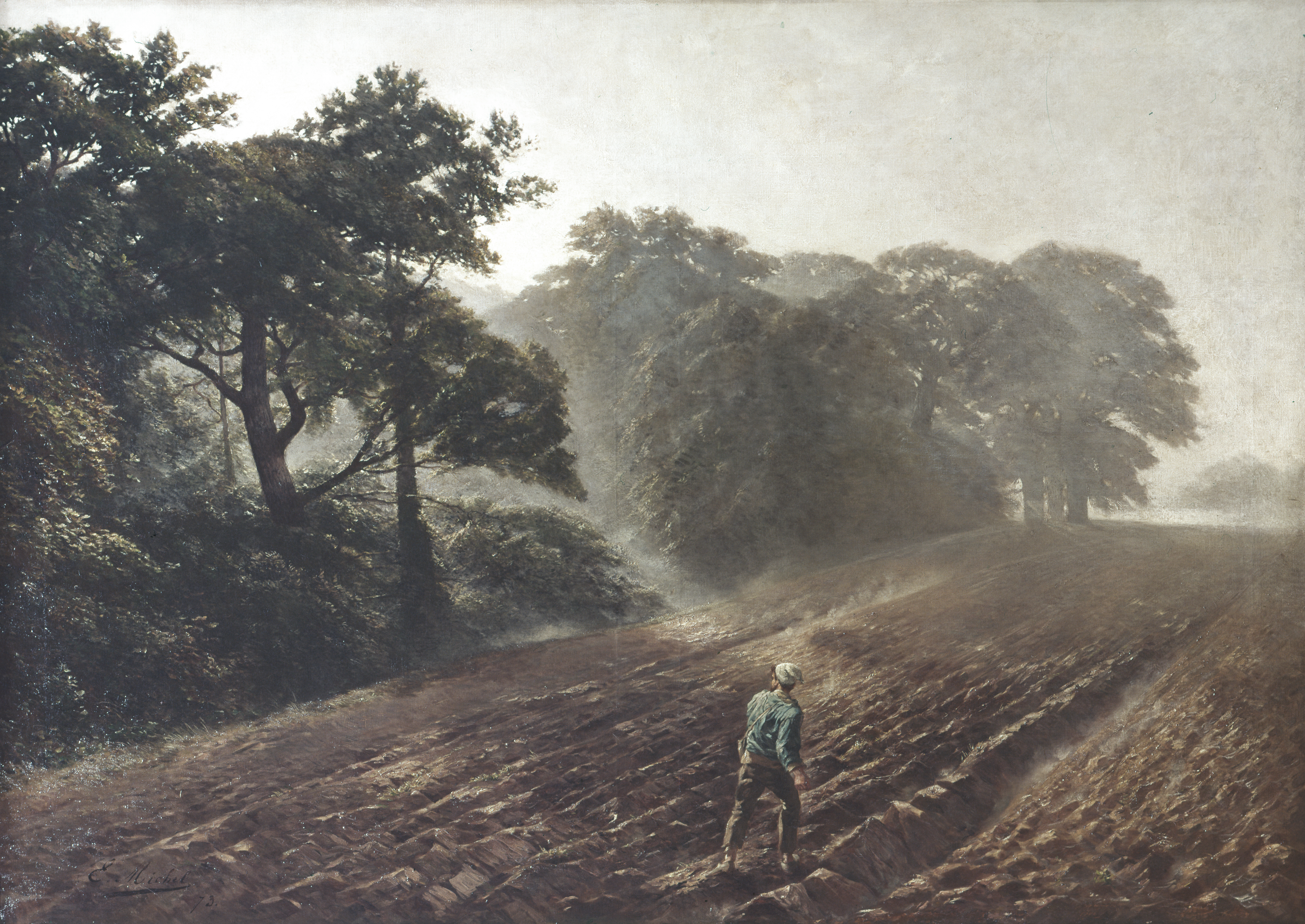
Höstsådd.

François Émile Michel, född den 19 juli 1828 i Metz, död den 23 maj 1909 i Paris, var en fransk konsthistoriker och målare.
Michel uppträdde först som landskapsmålare och uppehöll som sådan Fontainebleauskolans traditioner (representerad i Luxembourgmuseet och franska provinsmuseer). Som författare debuterade han 1883 med ett arbete om museet i Köln, som 1885 följdes av Les musées d'Allemagne, av några smärre monografier om holländska målare i samlingsverket Les artistes célèbres och av lärda och grundliga studier i konsttidskrifter. Större arbeten av Michel är Rembrandt (1893), Rubens (1900), Les maîtres de paysage (1906) och Études sur l'histoire de l'art (2 delar, 1895 och 1908). År 1892 blev han medlem av franska konstakademien. "M:s konsthistoriska verk hvila på grundlig lärdom och odlad smak och äro på samma gång spirituellt och elegant genomförda", skriver Georg Nordensvan i Nordisk familjebok.